# Glane (Bad Iburg)
Glane ist ein Ortsteil der Stadt Bad Iburg im niedersächsischen Landkreis Osnabrück. Der Ort liegt südlich der Städte Osnabrück und Georgsmarienhütte m Grenzgebiet zum Münsterland bzw. der Gemeinde Lienen.

## Geografische Lage

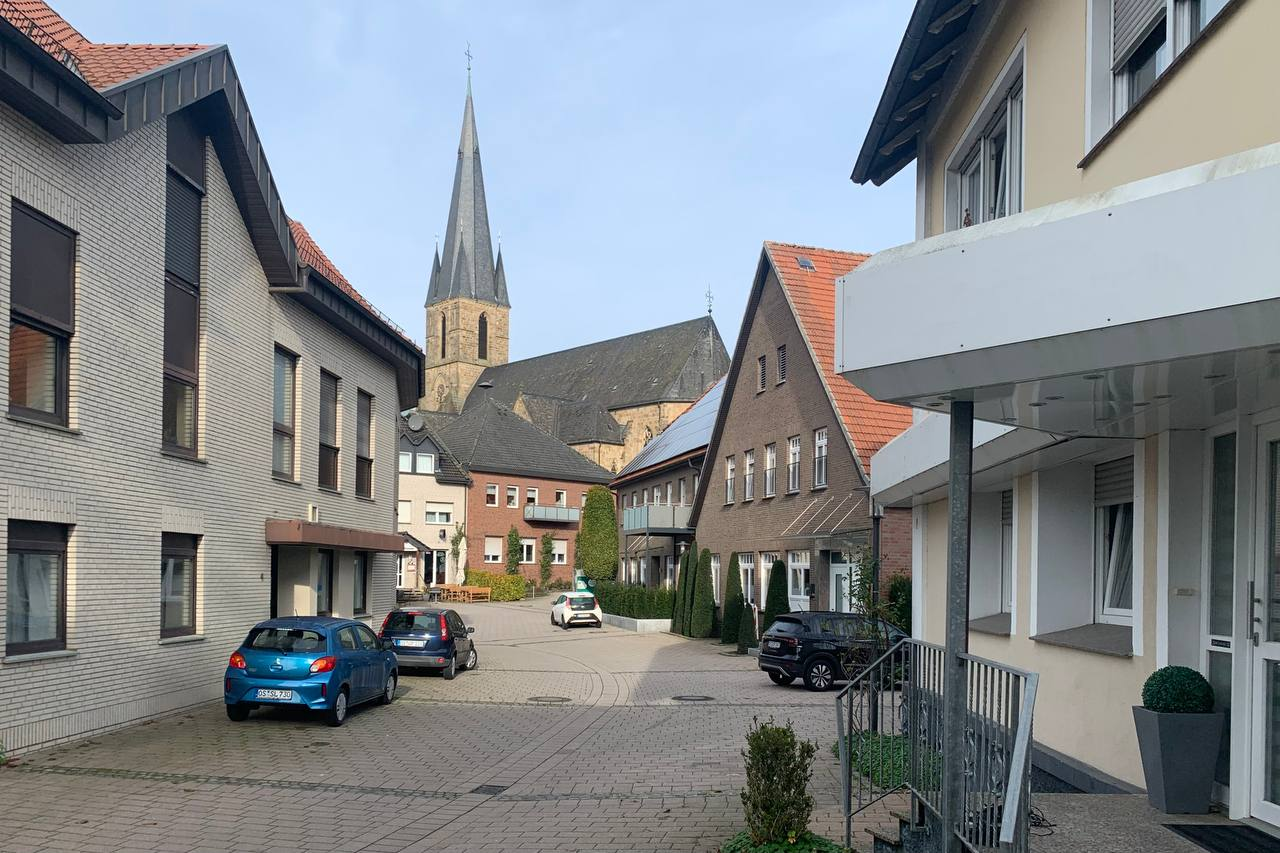
Ortsmitte und Thie

Glane liegt am Südrand des Teutoburger Waldes im Übergangsbereich zur Westfälischen Tieflandsbucht. Der Ort ist von Hügeln umgeben, die hier „Brinke“ genannt werden:
- Bödefüer
- Brink am Nageldamm
- Siebenbrink
- Gehrenbrink
- Kreuzbrink

## Geschichte
Gegründet wurde Glane am Schnittpunkt zweier alter Handelsrouten: an der West-Ost-Verbindung, die südlich entlang des Teutoburger Waldes von Rheine, Lienen, Glane nach Borgholzhausen führt, und an der Nord-Süd-Verbindung, die Osnabrück über Iburg und Glane mit Warendorf verbindet.
Die Siedlungsgeschichte von Glane lässt sich im Gemeindegebiet anhand archäologischer Spuren bis in die Jungsteinzeit verfolgen.
Für das historische Kirchspiel Glane wird erstmals im Jahr 1108 eine Kirche urkundlich erwähnt. Diese erste Glaner Kirche stand an der Grenze zwischen den damals bereits bestehenden Kirchspielen Lienen und Laer westlich des heutigen Dorfkerns in der Ostenfelder Mark, heute Bahnhofstrasse (Lauwerth).
Glane existierte als Gemeinde vom 1. Januar 1970 bis zum 30. Juni 1972. Sie wurde durch den Zusammenschluss der bisherigen Gemeinden Glane-Visbeck, Ostenfelde und Sentrup neu gebildet und hatte bei ihrer Gründung etwa 3200 Einwohner. Bereits am 1. Juli 1972 wurde die junge Gemeinde wieder aufgelöst und in die Nachbargemeinde Bad Iburg eingegliedert.
Die Gemeinde Glane hatte am 27. Mai 1970, dem Tag der Volkszählung, 3237 Einwohner. Am 6. Juni 1961 lebten auf dem späteren Gemeindegebiet 2822 Einwohner.

## Verkehr
Durch Glane verläuft die Landesstraße L 97 in West-Ost-Richtung von der Landesgrenze zu Nordrhein-Westfalen bei Lienen nach Hilter am Teutoburger Wald und zur Autobahnauffahrt 12 der A 33. Die L 98 zweigt in Glane ab und führt nach Bad Laer.
Die Strecke der Teutoburger Wald-Eisenbahn führte ab 1901 über das Glaner Gemeindegebiet.

## Sehenswürdigkeiten und Bauwerke
Ein markantes Gebäude im Ort ist die neugotische Pfarrkirche St. Jakobus der Ältere. Zwischen Kirche und Friedhof steht das Kriegerdenkmal für die Gefallenen des Ersten Weltkriegs, umrahmt von Gedenktafeln für die Gefallenen des Zweiten Weltkriegs.
Für Glane bzw. Glane-Visbeck sind noch die ehemaligen Wasserburgen Scheventorf und Schleppenburg zu erwähnen.
In Glane gibt es fünf ehemalige Meyerhöfe, Obermeyer, Niedermeyer (Eilers), Averbeck, Wiemann und Töniges.

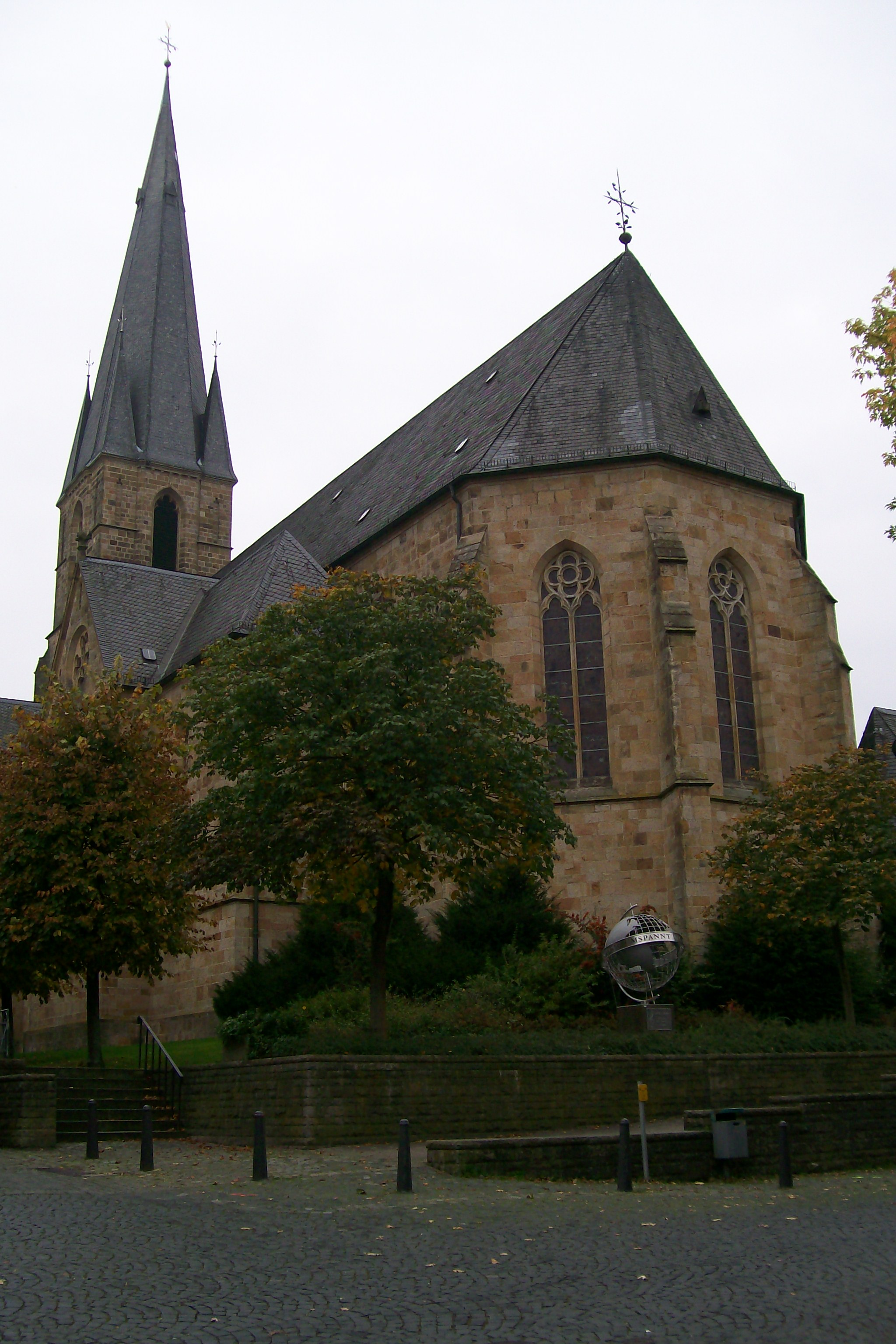
Pfarrkirche St. Jakobus der Ältere
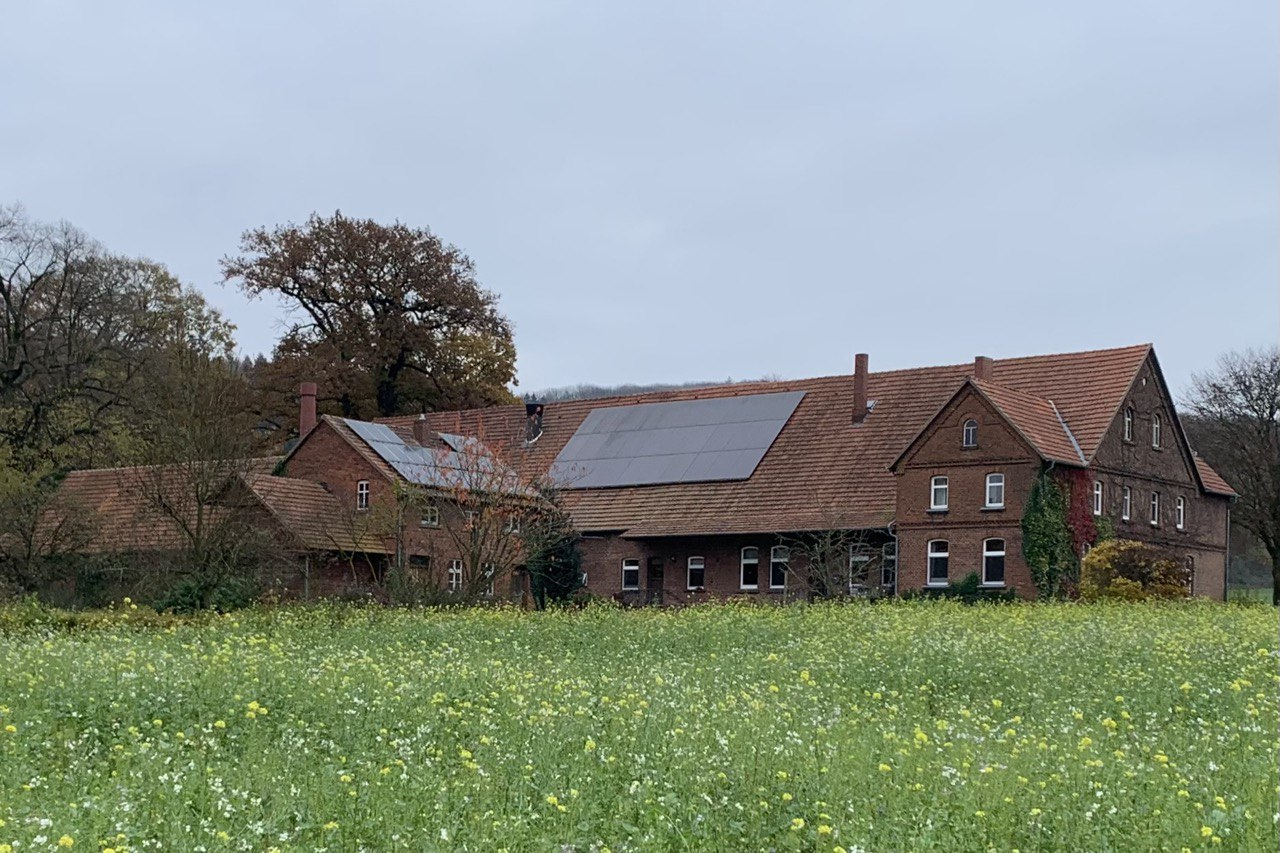
Obermeyers Hof
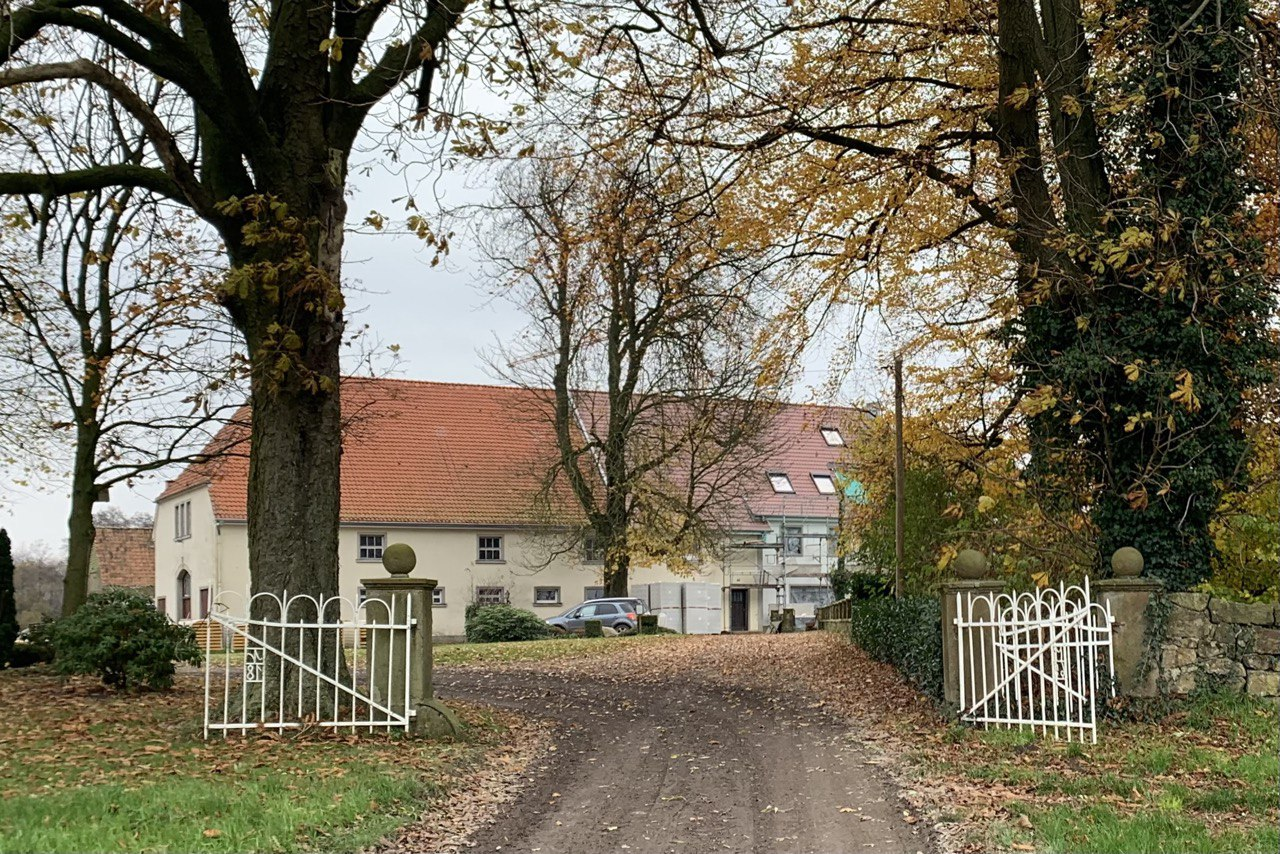
Niedermeyers Hof (Eilers)
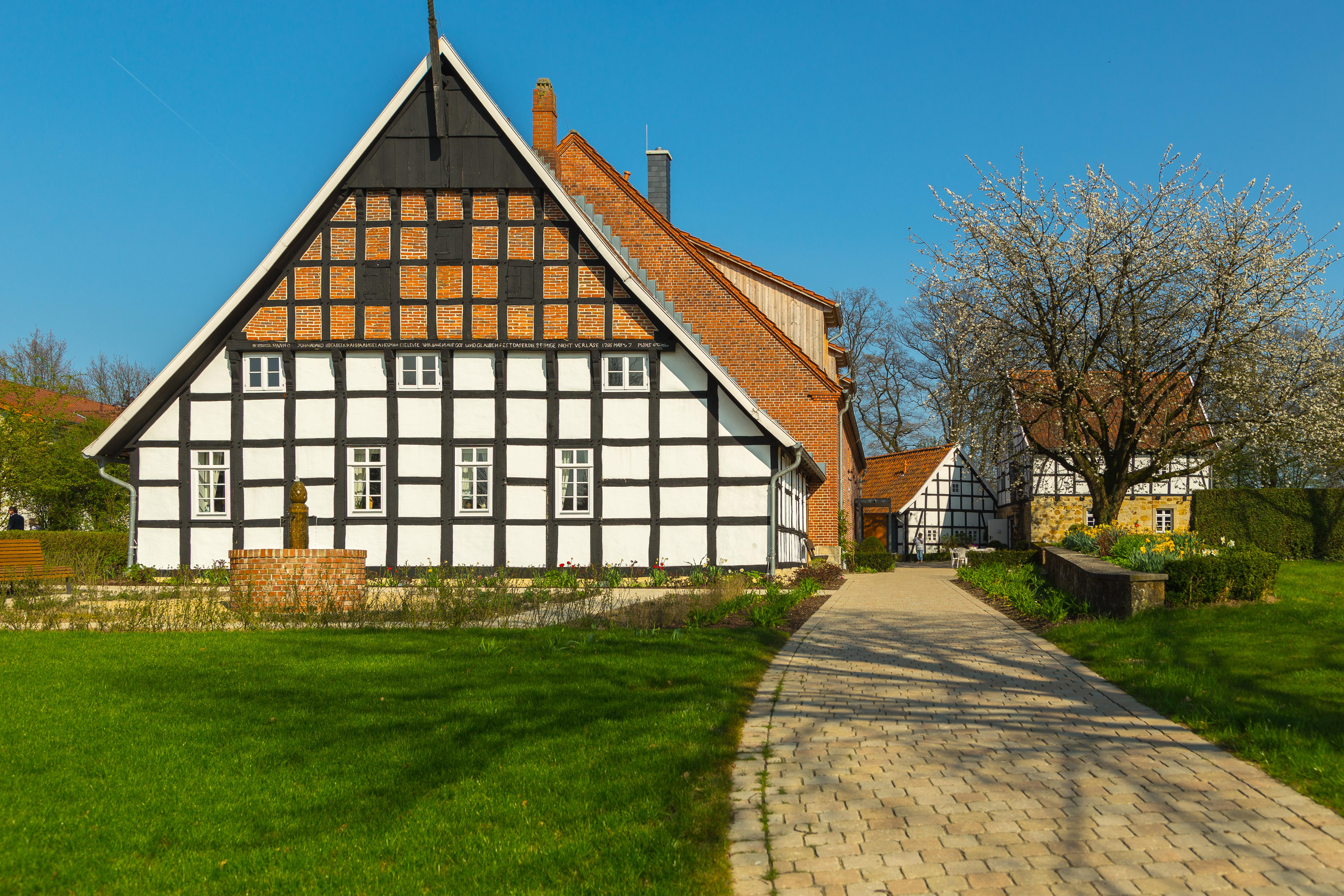
Averbecks Hof
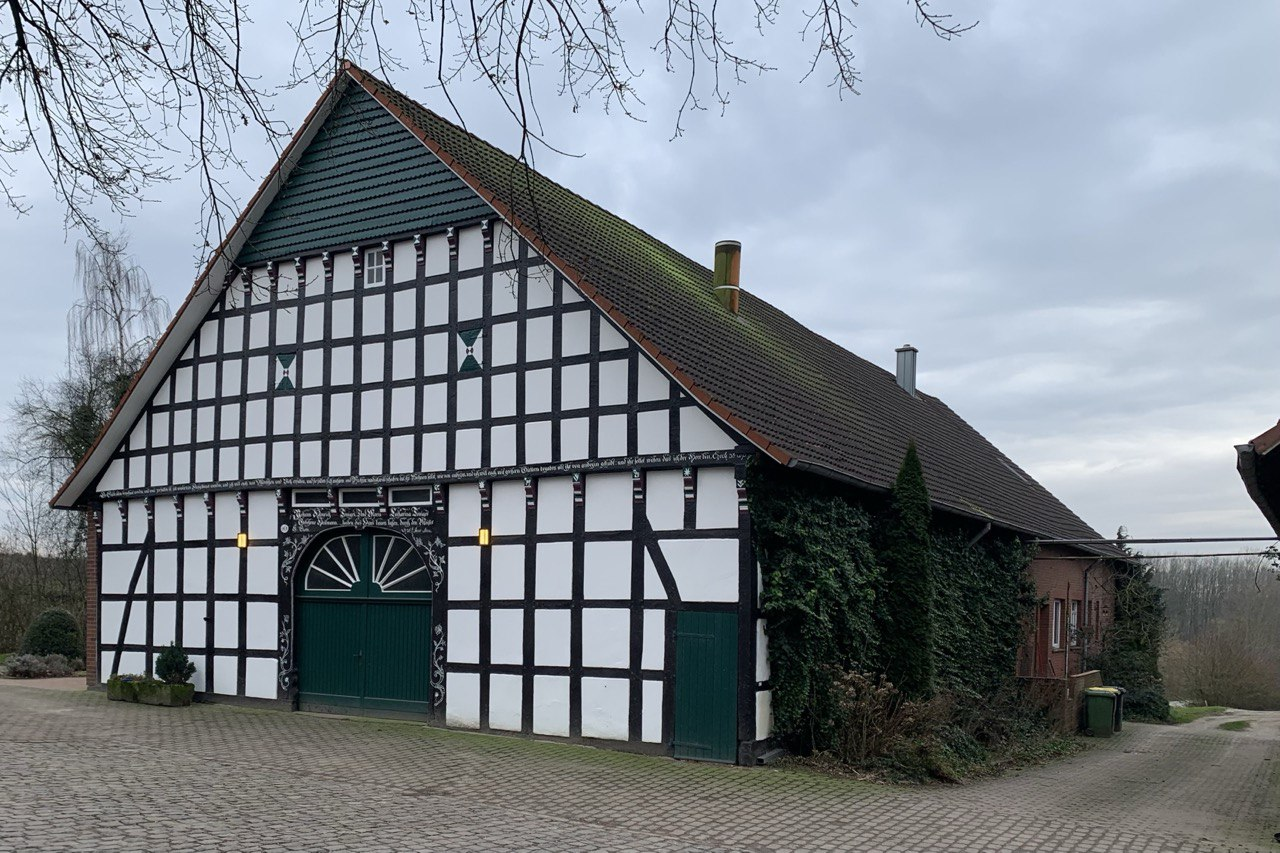
Hof Töniges
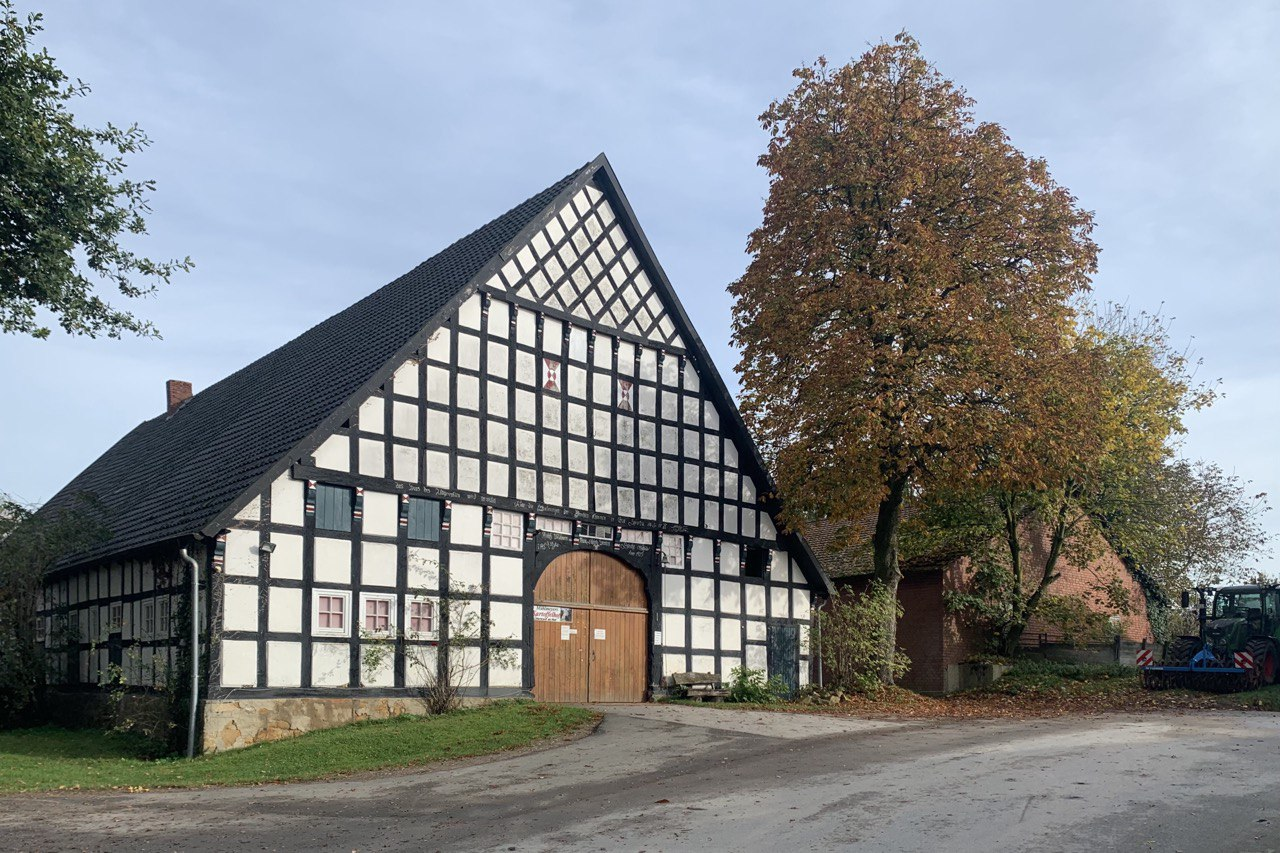
Mühlmeyers Hof
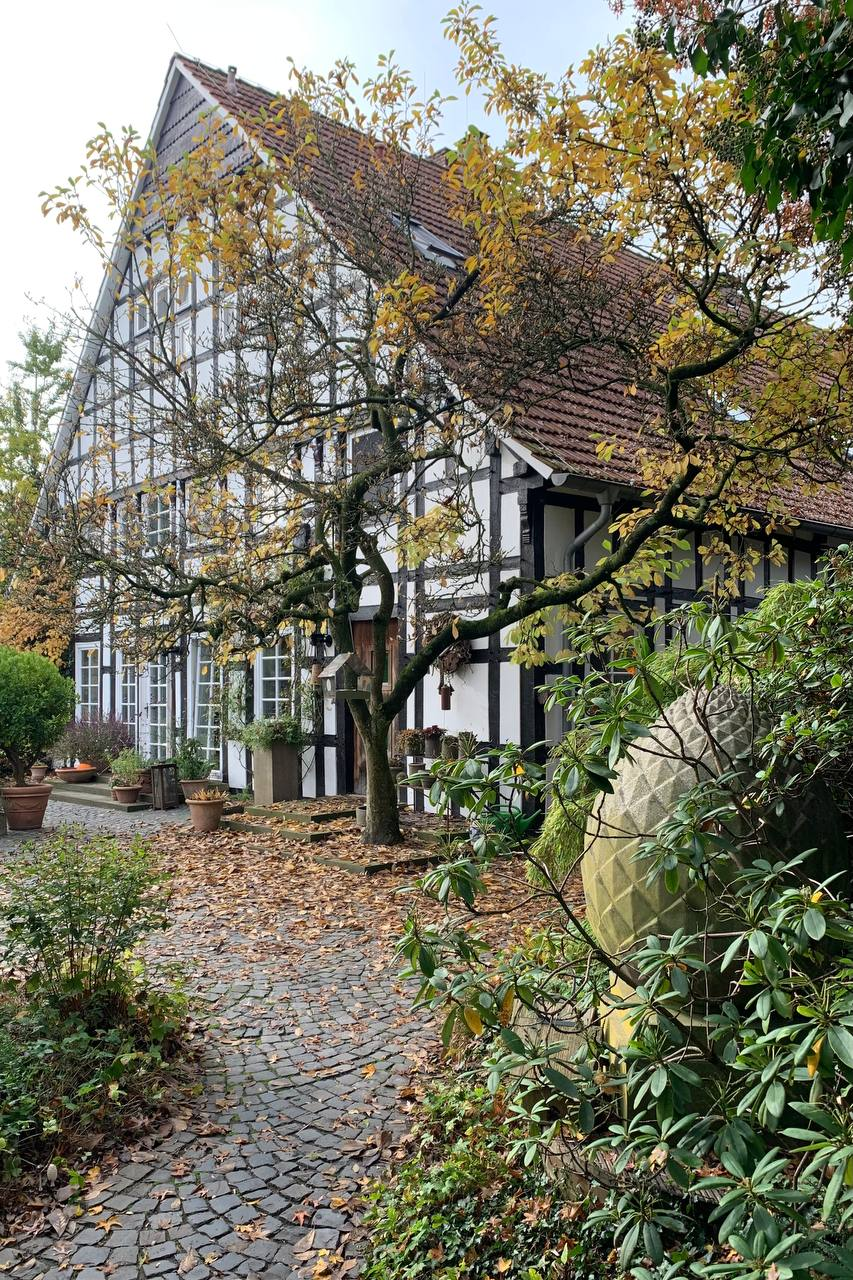
Wiemanns Hof
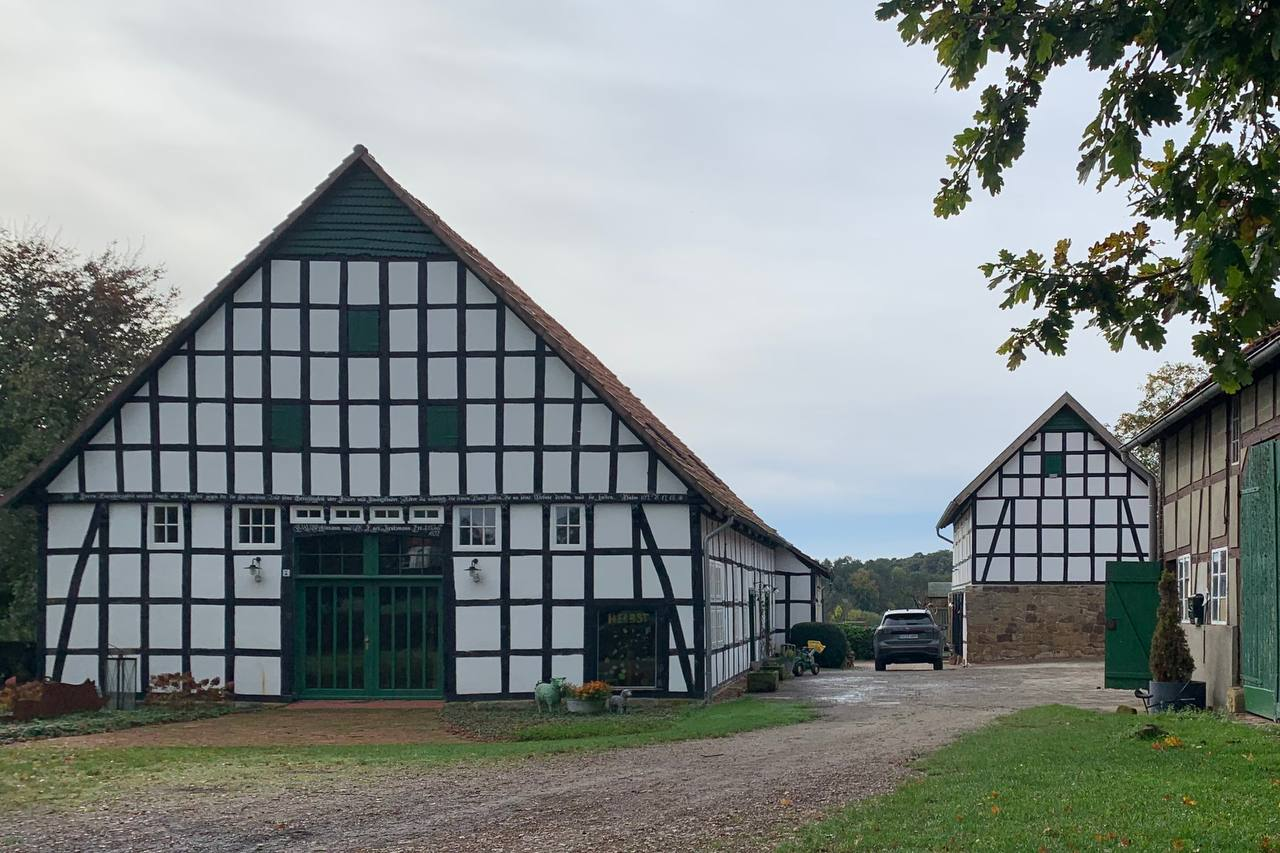
Pohlmanns Hof
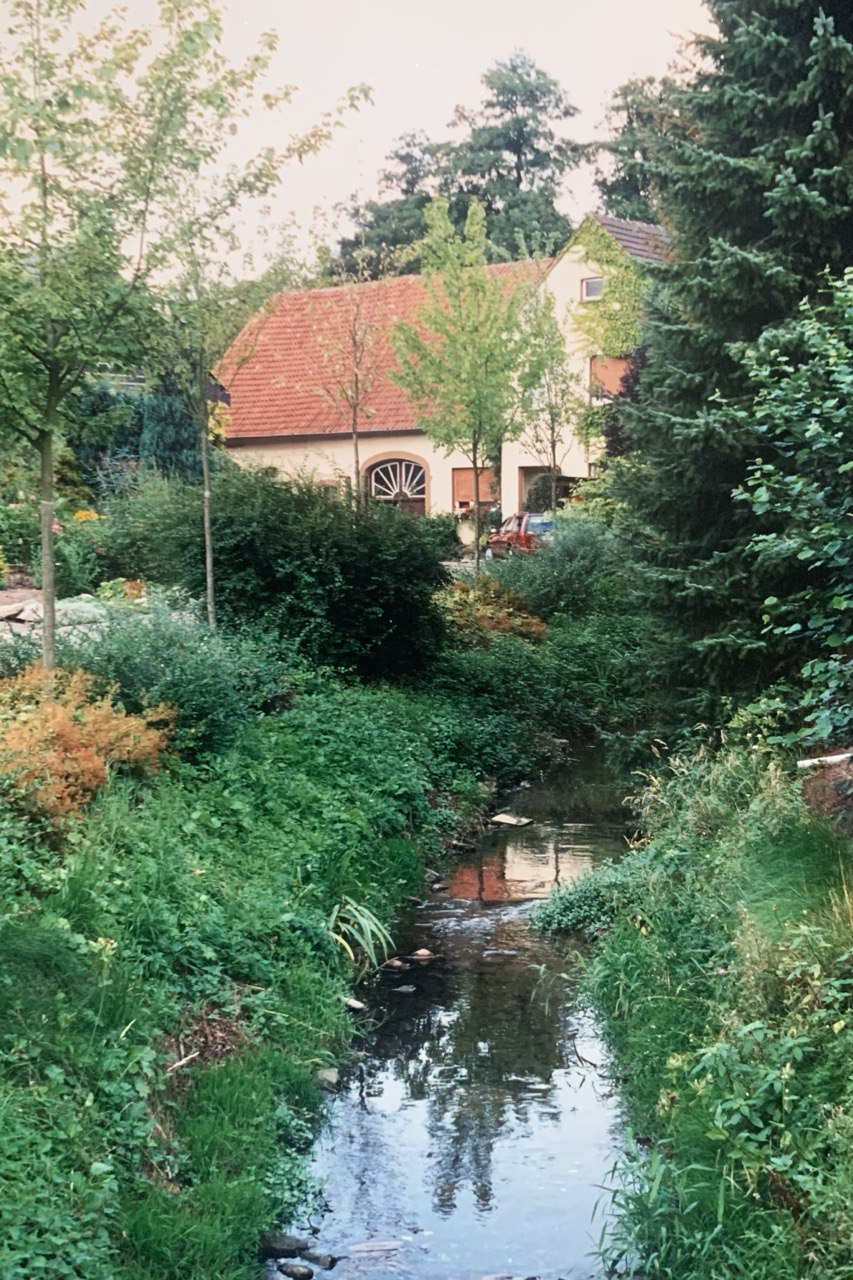
Höpkens Mühle, Glane, 1996

### Heiligenhäuschen
Auf dem Gemeindegebiet finden sich - typisch für die katholisch geprägte Region des Südkreises Osnabrück so wie auch im umliegenden Münsterland - viele Heiligenhäuschen (auch Feldkapellen genannt).

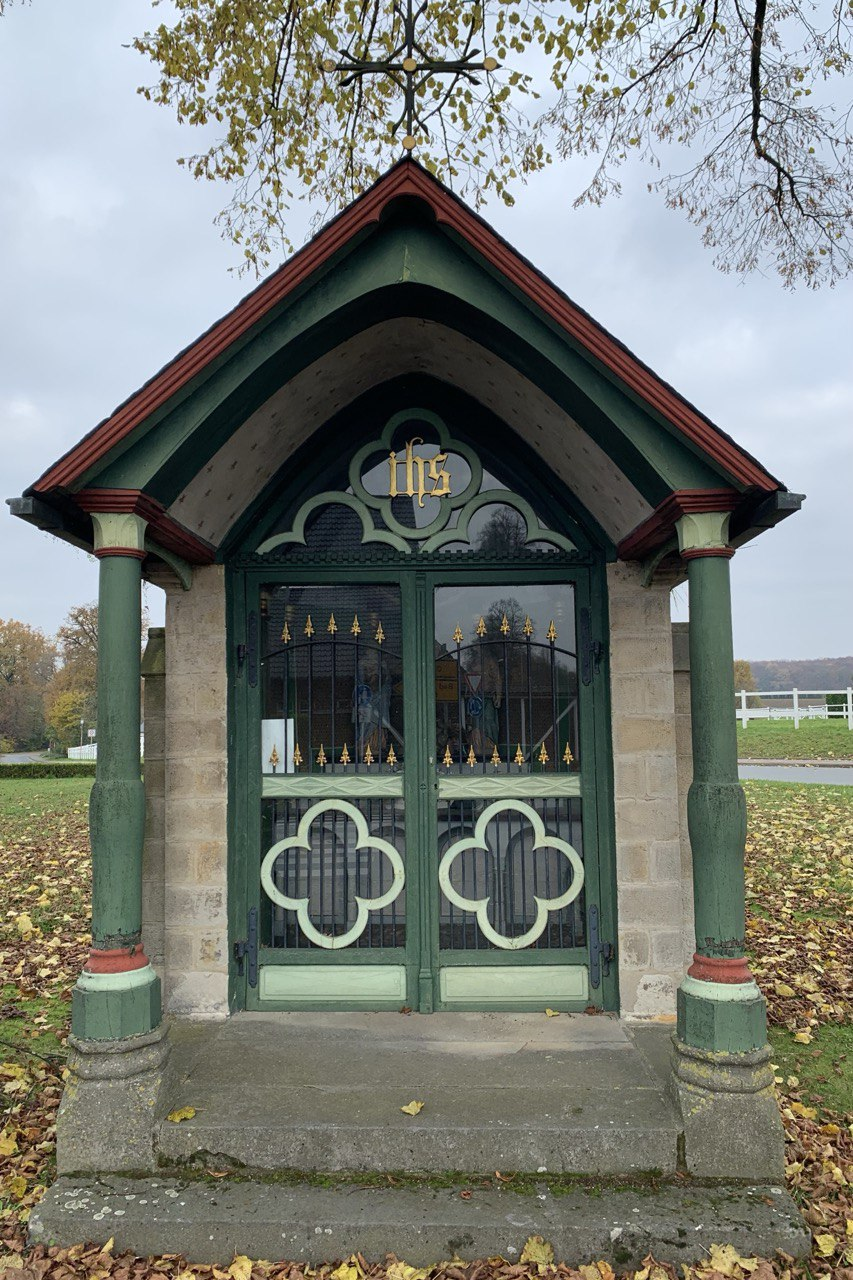
Feldkapelle bei Uthmann
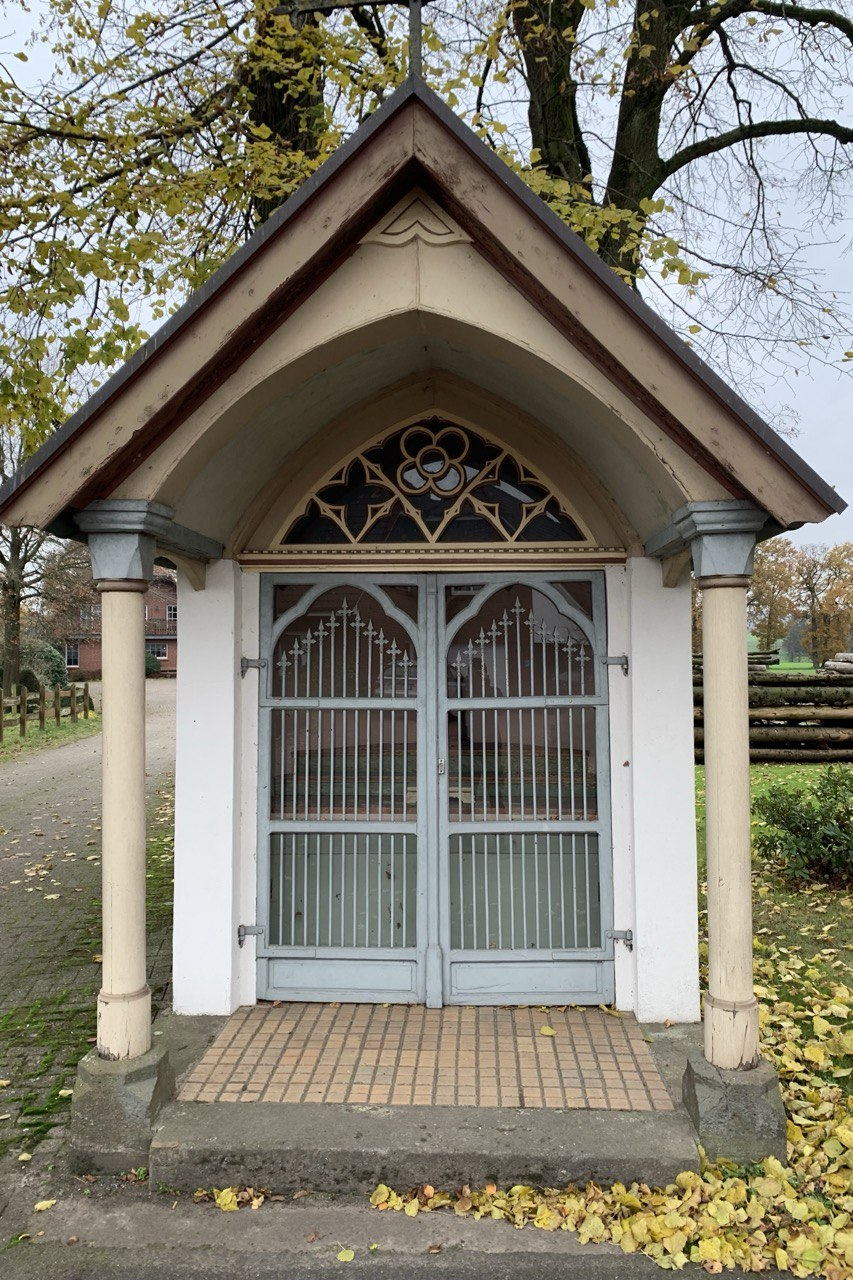
Feldkapelle bei Kassen
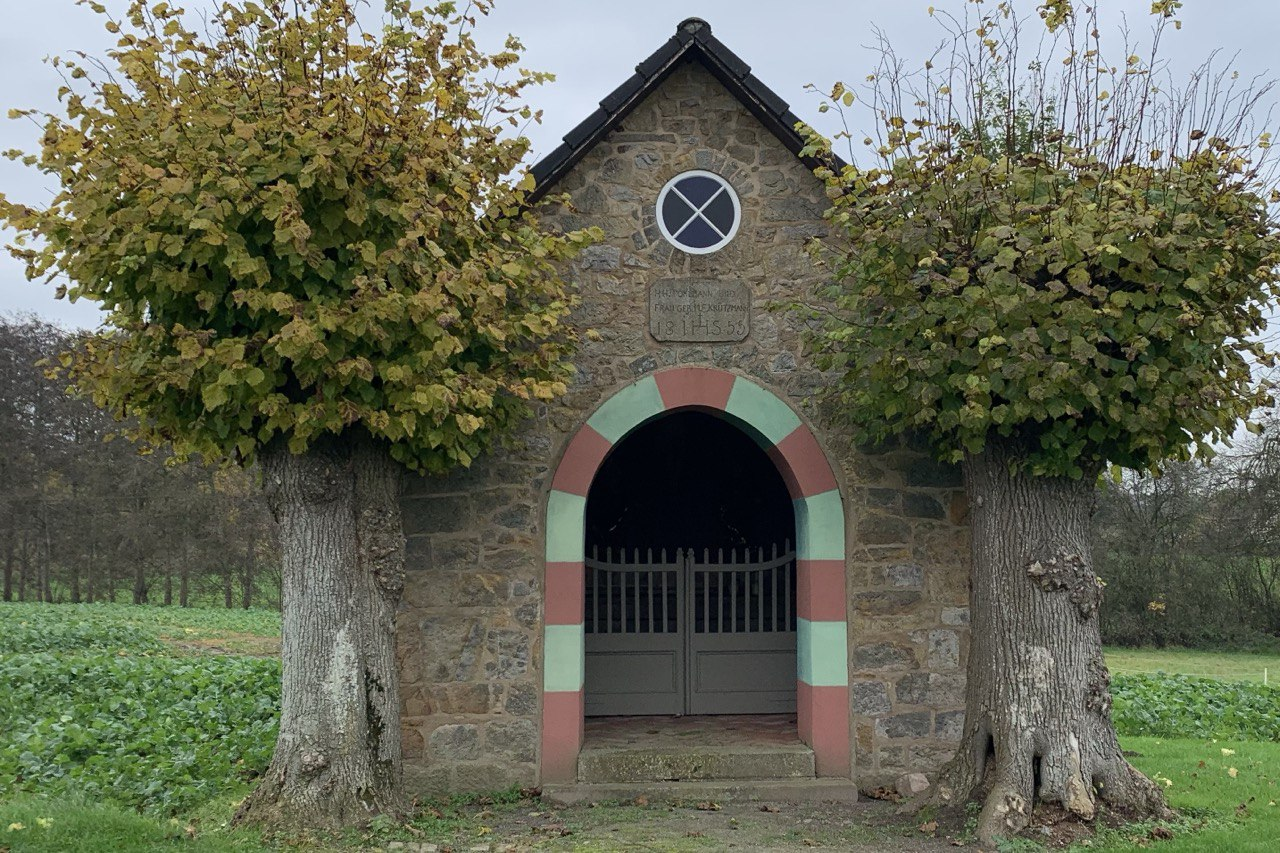
Feldkapelle bei Pohlmann

### Wegkreuze
Ergänzt werden die Heiligenhäuschen von einer Reihe von Wegkreuzen.

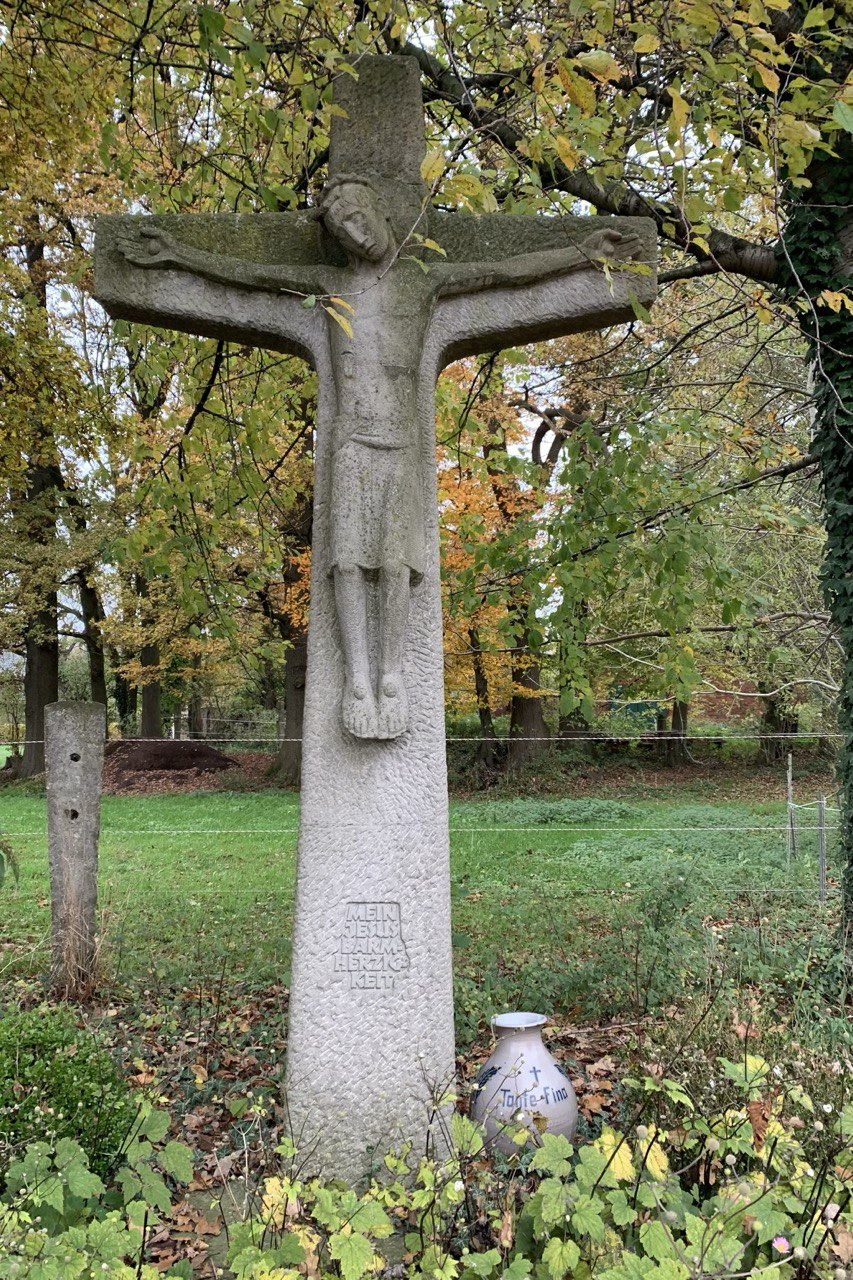
Wegkreuz Bielefelder Straße 33
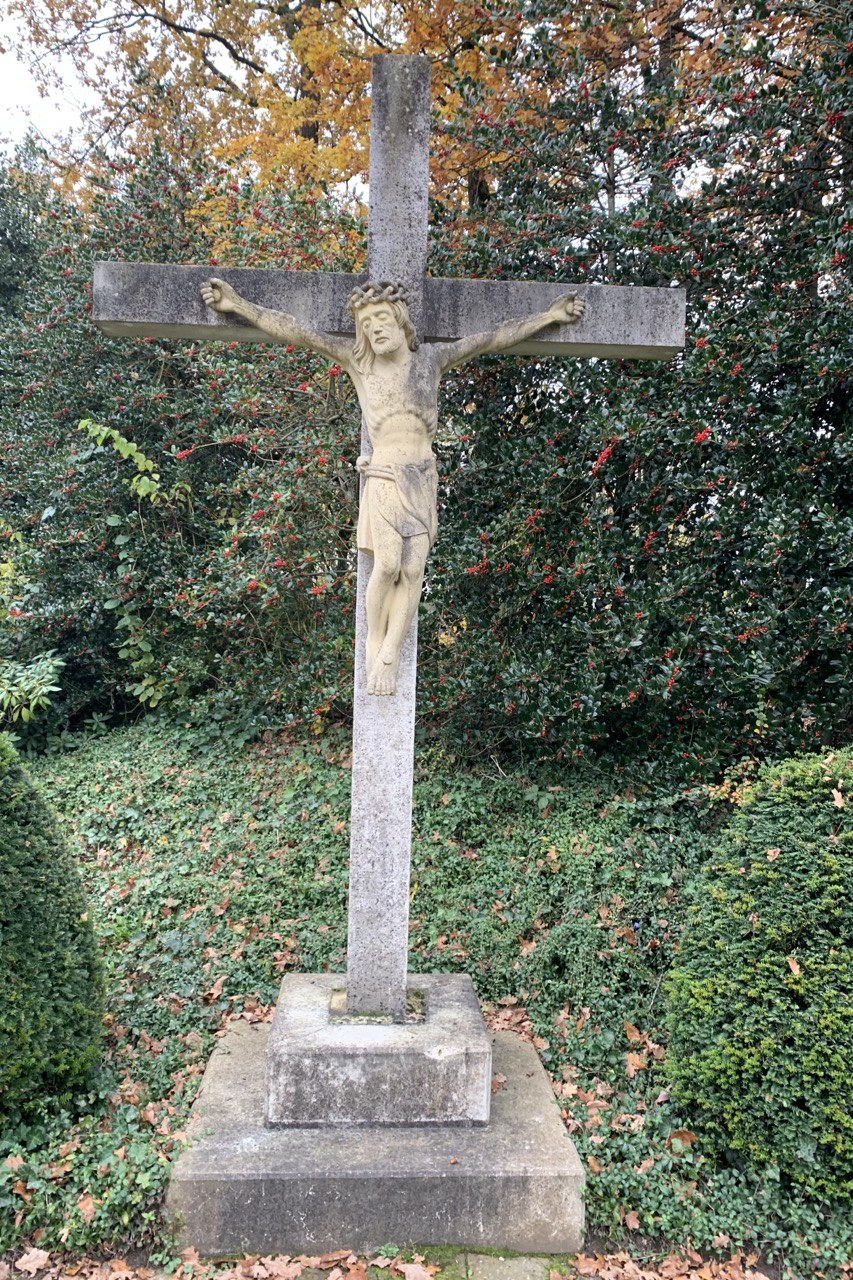
Wegkreuz Averbeck
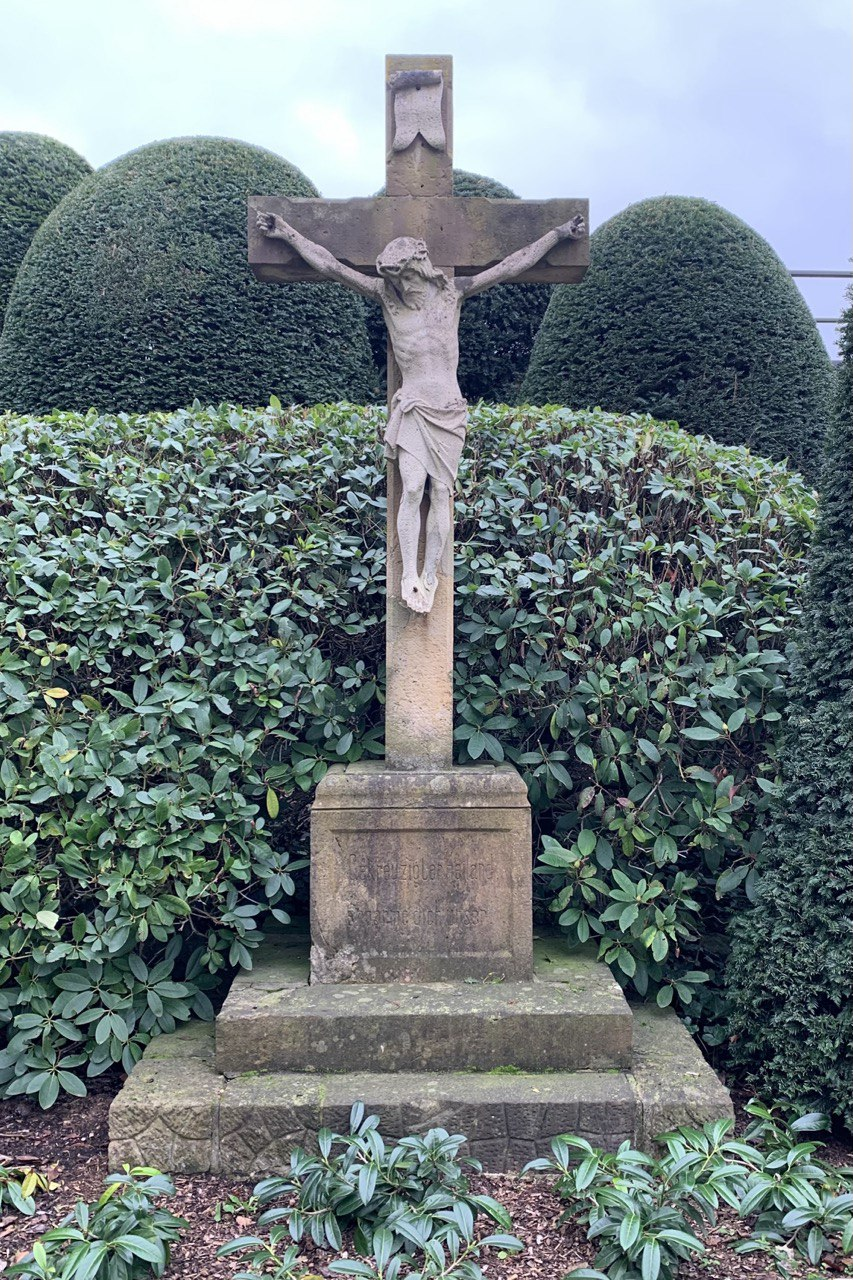
Wegkreuz Bahnunterführung zum Kreuzbrink
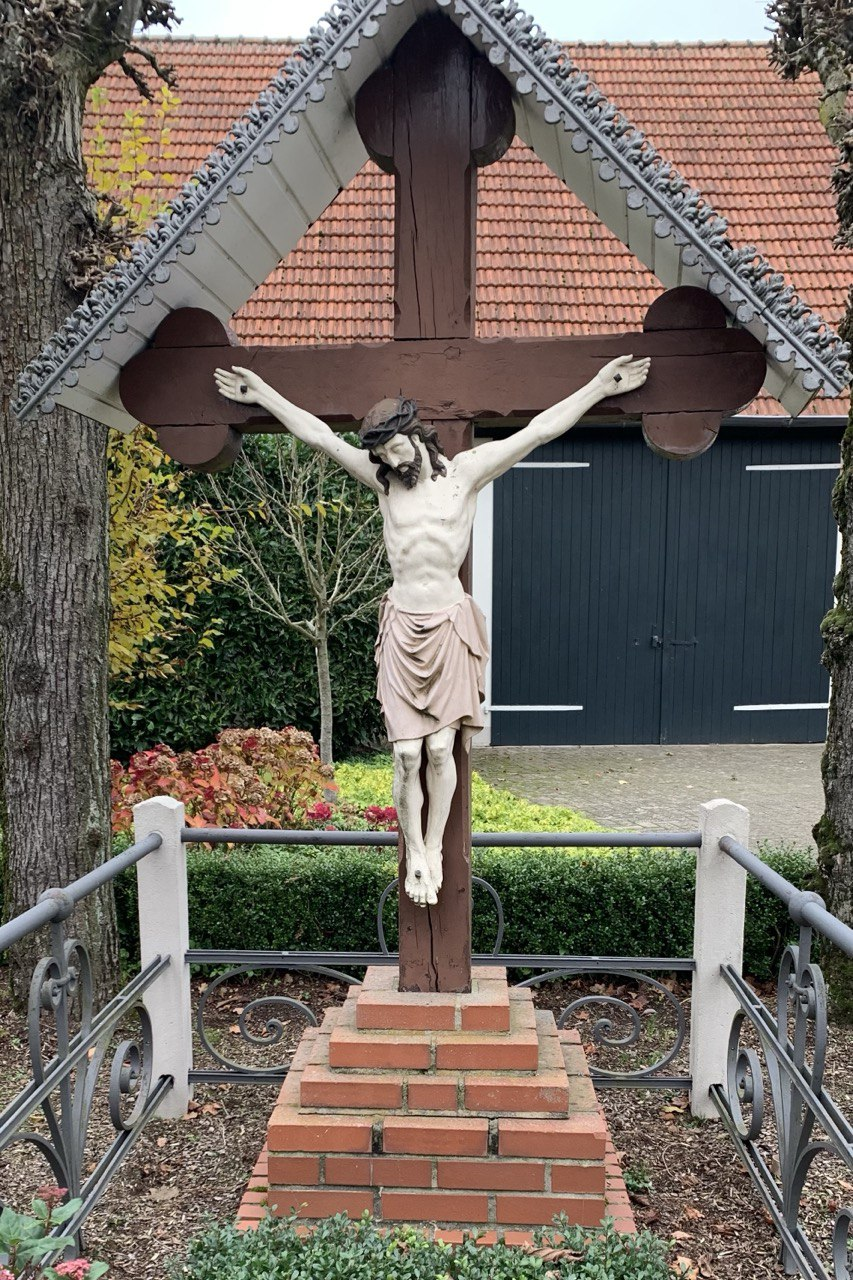
Wegkreuz Schulstrasse
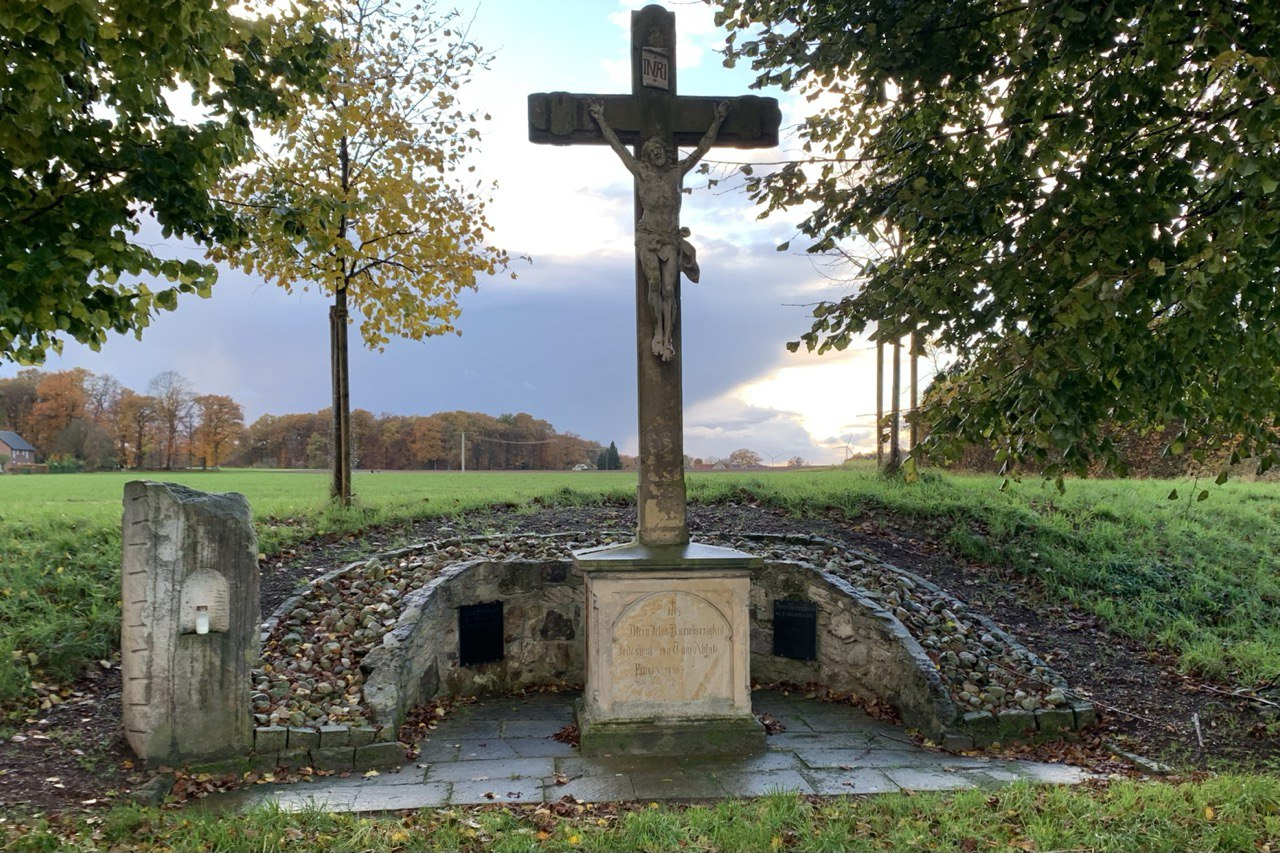
Wegkreuz Röckener
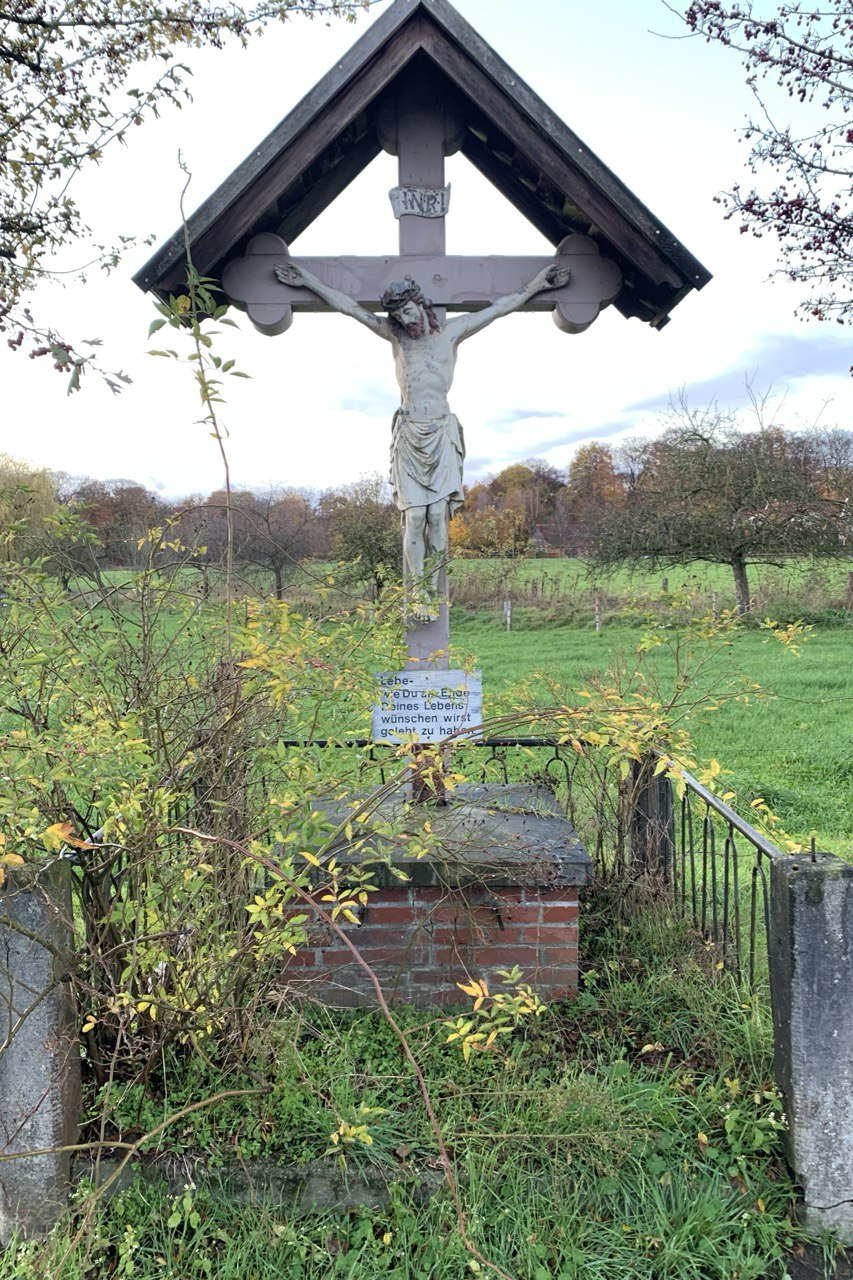
Wegkreuz Gehrenbrink
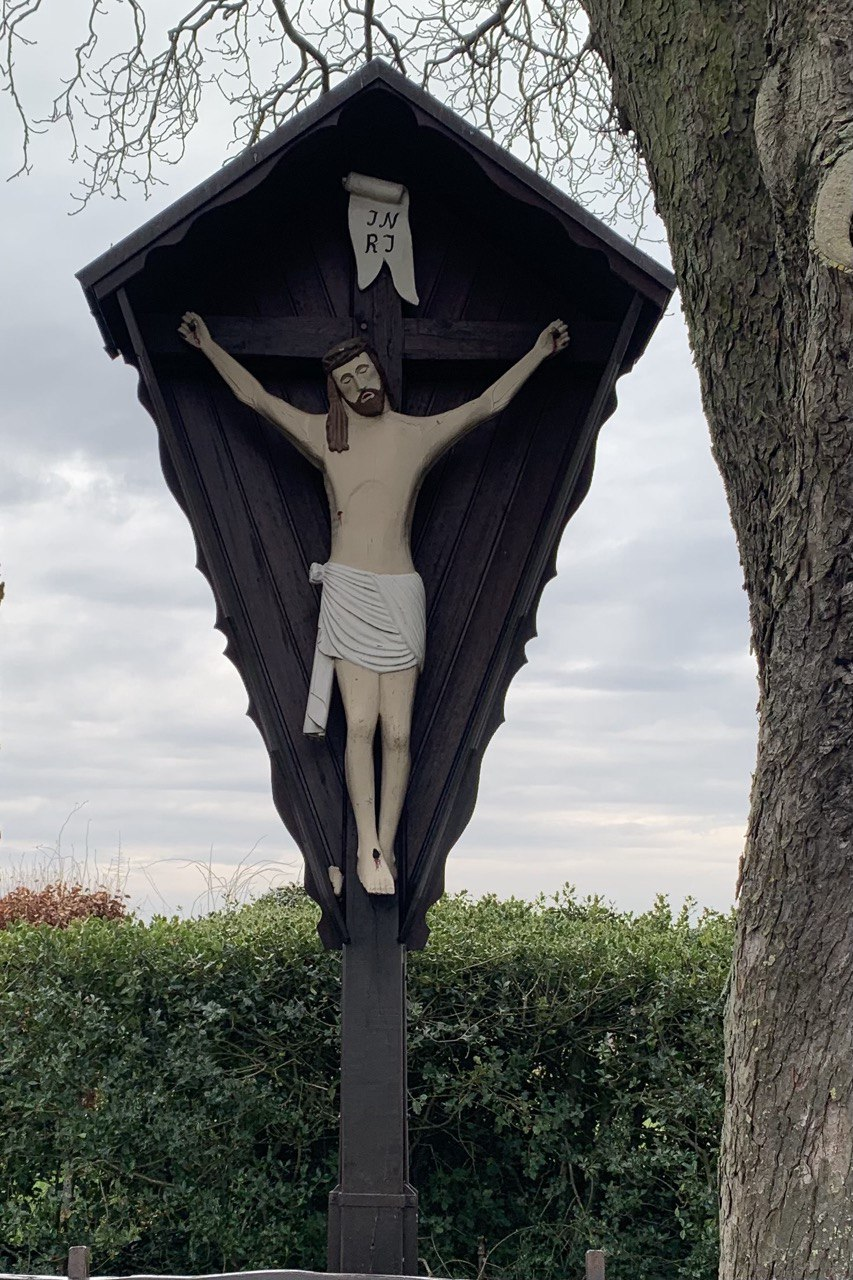
Wegkreuz-Kreuzbrink

## Tradition und Brauchtum

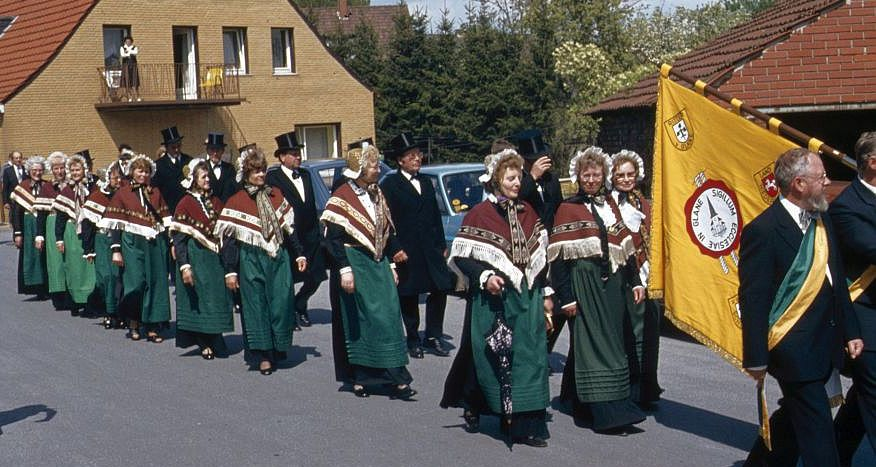
Glaner Trachten

Jährlich finden Jahresfeste statt, so z. B. Osterfeuer, Schützenfest, Glaner Markt. Ferner die Prozession zu Fronleichnam und die Jakobusprozession.
In Glane war die volkstümliche Bauerntracht im 19. Jahrhundert eine Fest- und Kirchgangskleidung der Bäuerinnen. Das charakteristische Schmuckstück war die Goldhaube mit dem geklöppelten weißen Strich. Zur Tracht gehörten weiter das dreieckige Umschlagtuch aus besticktem Tüll, das silberne Halsgeschirr und ein langer schwarzer Rock mit Halbschürze.
Für die Männer galt: "Gehrock und Zylinder", damit nahmen z. B. die Mitglieder des Kirchenvorstands an den Prozessionen teil.
Das Glaner Platt ähnelt sowohl dem Münsterländer als auch dem Osnabrücker Platt. Dabei gilt folgende Besonderheit: Während sonst im niedersächsischen Platt der Laut ch aus Bequemlichkeitsgründen gern vermieden wird, spricht man ihn in Glane im Anlaut statt g, z. B. "In Chlane choet se chärn in'n Choarn" - "in Glane gehen sie gerne in den Garten".

## Vereinsleben
In Glane sind u. a. ein Heimatverein, Schützenverein, Sportverein, Männergesangverein und die Katholische Landjugend-Bewegung tätig. Ferner gibt es die Ortsfeuerwehr Glane.

## Natur
Nordöstlich von Glane auf dem ehemaligen Gemeindegebiet liegt das 220 ha große Naturschutzgebiet „Freeden“.